# Saint Leo University
La Saint Leo University è un'università privata di indirizzo cattolico con sede a Saint Leo, nello stato americano della Florida.
Il Saint Leo College fu fondato nel 1889 dai monaci benedettini della Saint Leo Abbey, della congregazione americana cassinese. Divenne la Saint Leo University nel 1999.